# مستقبل الأحماض الدهنية الحرة 1
مستقبل الأحماض الدهنية الحرة 1 ( FFA1 ) (بالإنجليزية: Free fatty acid receptor 1)‏، يعرف هذا المستقبل أيضًا باسم GPR40، هو مستقبلات مقترنة ببروتين G من الفئة A يتم ترميزها في البشر بواسطة جين FFAR1 .  يتم ترجمة هذا الجين بقوة في خلايا البنكرياس وبدرجة أقل في الدماغ.  يربط بروتين الغشاء هذا الأحماض الدهنية الحرة، ويعمل كمستشعر للمغذيات لتنظيم توازن الطاقة. 

## التنشيط / التثبيط
يتم تنشيط البروتين FFA1 بواسطة الأحماض الدهنية متوسطة إلى طويلة السلسلة. يتم تنشيط FFA1 بقوة بواسطة حمض eicosatrienoic (20: 3 11،14،17 )، ولكن وجد أنه يتم تنشيطه بواسطة الأحماض الدهنية الصغيرة التي يصل طولها إلى 10 كربون. بالنسبة للأحماض الدهنية المشبعة، يعتمد مستوى التنشيط على طول سلسلة الكربون، وهو أمر غير صحيح بالنسبة للأحماض الدهنية غير المشبعة.  لقد وجد أن ثلاث بقايا محبة للماء ( أرجينين -183، أسباراجين -244، أرجينين -258) تثبت مجموعة الكربوكسيل من الأحماض الدهنية، التي تنشط FFA1. 

## في البنكرياس
تم العثور على مستقبل FFA1 بأعلى تركيز في جزر لانجرهانز، جزء الغدد الصماء من البنكرياس.  يؤدي تنشيط مستقبل FFA1 إلى زيادة في الكالسيوم في السيتوسول عبر مسار فوسفوينوزيتيد (phosphoinositide pathway).  عندما يرسو حمض دهني حر على FFA1، يتم تنشيط بروتين الغشاء. يؤدي هذا التنشيط إلى فصل إحدى وحداته الفرعية عن المستقبل، والذي يقوم بعد ذلك بتنشيط
فوسفولايبيز سي(phospholipase C) أو اختصاراً (PLC) الموجود في غشاء الخلية. يقوم PLC بدوره بتحليل فوسفاتيديلينوسيتول 4،5-ثنائي الفوسفات (PIP 2 ) (بالإنجليزية: phosphatidylinositol 4,5-bisphosphate ()‏، الموجود أيضًا في الغشاء ، إلى دياسيل جلسرين (DAG) الذي يبقى في الغشاء، وإينوزيتول 1،4،5 ثلاثي الفوسفات (inositol 1,4,5-triphosphate) يعرف اختصارا بـ (IP 3 )، الذي يدخل العصارة الخلوية. يمكن بعد ذلك تثبيت IP 3 على قناة الكالسيوم في الشبكة الإندوبلازمية التي ستسهل إطلاق Ca 2+ في العصارة الخلوية.

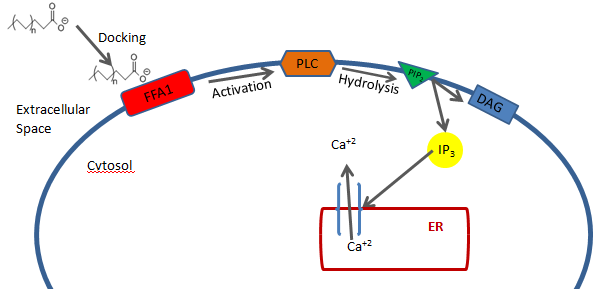
تمثيل بسيط لكيفية ارتباط FFA1 بزيادة العصارة الخلوية [Ca ^{2+}

ثم يبدأ Ca 2+ الذي يتم إطلاقه في سلسلة إشارة، مما يؤدي إلى إفراز الأنسولين .  تم العثور على تركيز مرتفع من الجلوكوز في الدم لزيادة نسخ الجين FFA1، مما جعل هذه المستقبلات هدفًا جديدًا لعلاج مرض السكري من النوع الثاني.  في حين أن الأحماض الدهنية نفسها لا تؤدي إلى إفراز الأنسولين، فإن تنشيط FFA1 يزيد من كمية الأنسولين التي يتم إفرازها من خلال مسارات مرتبطة مختلفة. وقد ثبت أيضًا أن التعرض المزمن لكميات كبيرة من الأحماض الدهنية الحرة، مثل اتباع نظام غذائي غني بالدهون، يمكن أن يضعف وظيفة خلايا البنكرياس وقدرتها على إفرازها. 

## في الدماغ
كما ذكرنا سابقًا، فإن FFA1 له صلة بالأحماض الدهنية طويلة السلسلة. هذه الأحماض الدهنية موجودة أيضًا في الدماغ، حيث تم العثور على FFA1 أيضًا بكثرة. توجد مستقبلات FFA1 في جميع أنحاء الدماغ، ولكن بأعداد أكبر في النخاع المستطيل والمادة السوداء .  لاحظت الدراسات الحديثة أيضًا أن FFA1 كان موجودًا في البصلة الشمية، والمخطط، والحصين والدماغ المتوسط، وما تحت المهاد، والمخيخ، والقشرة الدماغية، والحبل الشوكي . 
تلعب الأحماض الدهنية دورًا مهمًا في النمو الطبيعي للدماغ بالإضافة إلى الحفاظ على الوظيفة العصبية المناسبة.  لقد وجد أن بعض الأحماض الدهنية الموجودة بكثرة في الدماغ قد تكون مرتبطة بـ FFA1. من المحتمل أن تعمل هذه الأحماض الدهنية على تنشيط FFA1، مما يؤدي إلى استجابة داخل الخلايا.  لقد وجد أن حمض الدوكوساهيكسانويك ( DHA ) لديه تقارب أعلى من الأحماض الدهنية الأخرى لـ FFA1.  يشكل DHA 30٪ وحمض الأراكيدونيك، وهو حمض دهني آخر موجود في الدماغ، ويشكل 20٪ من الأحماض الدهنية في الدماغ.  كل من هذه الأحماض الدهنية يجب الحصول عليها من النظام الغذائي لأن الجسم لا يستطيع صنعها. التوازن الصحيح لهذه الأحماض الدهنية أمر حيوي لوظيفة الدماغ وبنيته الطبيعية.  يتم توفير DHA إلى الدماغ عبر الخلايا النجمية، التي تطلق DHA بحيث تصل إلى تركيز عالٍ بما يكفي لتكون بمثابة إشارة خارج الخلية على FFA1. 
تشير وفرة FFA1 في الدماغ والألفة العالية لـ DHA إلى أن FFA1 قد يلعب دورًا في الوظيفة العصبية في الدماغ. من المفترض أن DHA وحمض الأراكيدونيك يمكن أن يحسنا وظيفة الذاكرة من خلال التفاعل مع FFA1 في الخلايا العصبية في قرن آمون.  تستند هذه الفرضية إلى فكرة أنه بمجرد تنشيط FFA1 بواسطة هذه الأحماض الدهنية، ترتبط الإشارة الناتجة بتكاثر الخلايا السلفية.  هذا يعني أن إشارات FFA1 يمكن أن تحفز إنتاج خلايا ذاكرة جديدة في الدماغ. يجب إجراء المزيد من الأبحاث لإثبات هذه الاقتراحات، ولكن إذا ثبتت صحتها، يمكن أن يكون FFA1 هدفًا في إنتاج خلايا ذاكرة جديدة تتلف بسبب أمراض مثل مرض الزهايمر ومرض باركنسون . 
بالإضافة إلى ذلك، تم اقتراح أن وفرة FFA1 في الدماغ تلعب دورًا في الألم. تم الإبلاغ عن DHA للحث على زيادة تحمل الألم دون الارتباط بمستقبلات المواد الأفيونية .  افترض الباحثون أن تحفيز FFA1 بواسطة DHA يمكن أن يسرع من إطلاق الإندورفين، وهي الطريقة التي يمكن أن تحفز DHA على زيادة تحمل الألم.  يرتبط DHA بـ FFA1، والذي يمكن أن ينشط سلسلة إشارات تؤدي إلى تدفق Ca 2+، والذي يؤدي بعد ذلك إلى إطلاق إندورفين سريعًا والتحكم الجديد في الألم.  مرة أخرى، يجب إجراء بحث إضافي لفهم الآلية تمامًا وإثبات هذه الفرضيات، لكن الآثار يمكن أن توفر أهدافًا إضافية للتحكم في الألم لدى الأفراد.

## كشف الدهون عن طريق الفم
وقد تورط FFA1 (GPR40) في القدرة على تذوق الدهون.  يتم التعبير عنه في خلايا برعم التذوق (نوع الخلية 1 على وجه التحديد)، ويؤدي عدم وجوده إلى تقليل التفضيل إلى نوعين من الأحماض الدهنية ( حمض اللينوليك وحمض الأوليك )، وكذلك انخفاض الاستجابة العصبية للأحماض الدهنية التي يتم تناولها عن طريق الفم. 

## دور الوسيط في المسارات التليفية المرضية
تم اكتشاف GPR40 ليكون وسيطًا رئيسيًا في المسارات التليفية المرضية في عام 2018. 

## FFA1 في سرطان الثدي
تم العثور على FFA1 ليتم التعبير عنها في خط خلايا سرطان الثدي البشري MCF-7 . تم إثبات زيادة [Ca 2+ ]، نتيجة لتفعيل FFA1، لتعديل العمليات المطلوبة لتكاثر خلايا سرطان الثدي. يشير هذا إلى أن FFA1 يلعب دورًا مهمًا في انتشار سرطان الثدي. لإثبات هذا الارتباط بشكل أكبر، تم العثور على سموم السعال الديكي، وهو مثبط خاص جدًا لـ GPCRs مثل FFA1، لتقليل تكاثر الخلايا السرطانية. أيضا، استخدام مثبط PLC يقلل من الانتشار. 